# ジョン・シブソープ

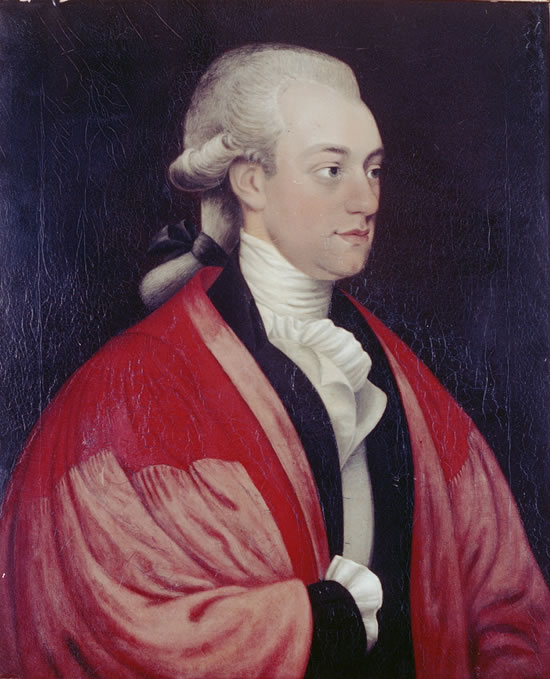
ジョン・シブソープ

ジョン・シブソープ（John Sibthorp、1758年10月28日 – 1796年2月8日）は、イギリスの植物学者である。ギリシャの植物の研究を行い、没後の1806年から協力者によって『ギリシャ植物誌』（Flora Graeca）が出版された。

## 生涯
オックスフォードに生まれた。父親はオックスフォード大学の植物学のシェラルディアン教授職を務めた、ハンフリー・シブソープである。オックスフォード大学のリンカーン・カレッジを卒業した後、エディンバラ大学とモンペリエ大学で医学を学んだ。1784年に父親のシェラルディアン教授職を継いだ。教授の仕事を代理の人物にまかせ、ギリシャ、キプロスの採集旅行の準備のためにゲッティンゲンやウィーンに赴いた。ウィーンで植物画家のフェルディナント・バウアーと出会い、ともに1786年にギリシャへ、1787年にキプロスで採集旅行を行った。バウアーは1500枚に及ぶ、動植物のスケッチを描いた。1788年にイギリスに戻り、ロンドン・リンネ協会の設立にかかわった。オックスフォードの植物の研究を行い、『オックスフォードの植物誌』（Flora Oxoniensis）を1794年に出版した。1788年に王立協会の会員に選ばれた。
1796年に2回目のギリシャへの採集旅行を行ったが、帰途、肺炎を患って死亡した。遺言により、彼の自然誌と農学に関する蔵書はオックスフォード大学に寄付され、農業経済のシブソープ教授職が設けられた。遺産は遣り残した『ギリシャ植物誌』（Flora Graeca）と『Florae Graecae Prodromus』の出版に用いるように指示をした。この仕事はジェームズ・エドワード・スミス、ジョン・リンドリーらによって完成された。966枚に及ぶ彩色図版がつけられた膨大な著作の初版は30部しか作られなかった。

## 『ギリシャ植物誌』の図版

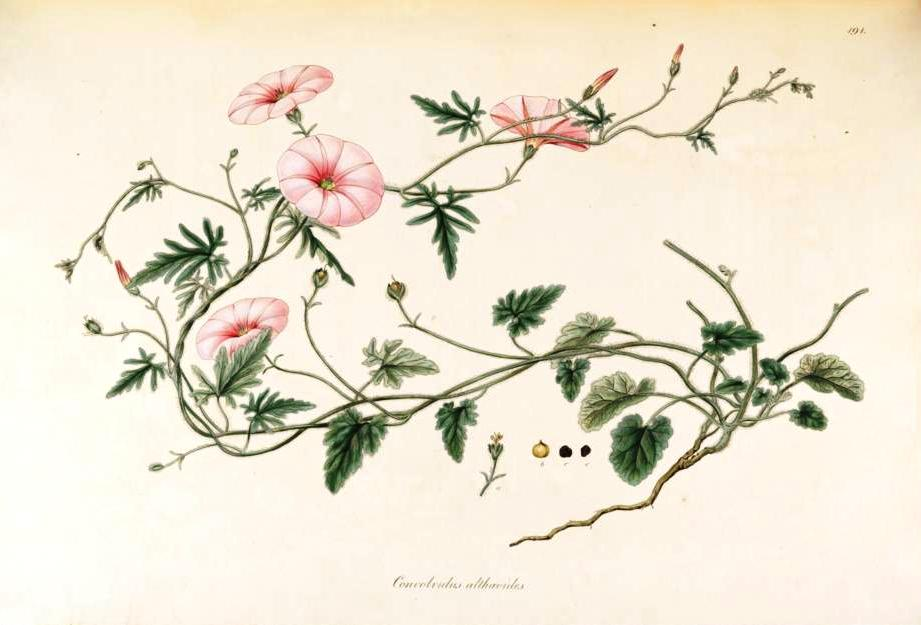
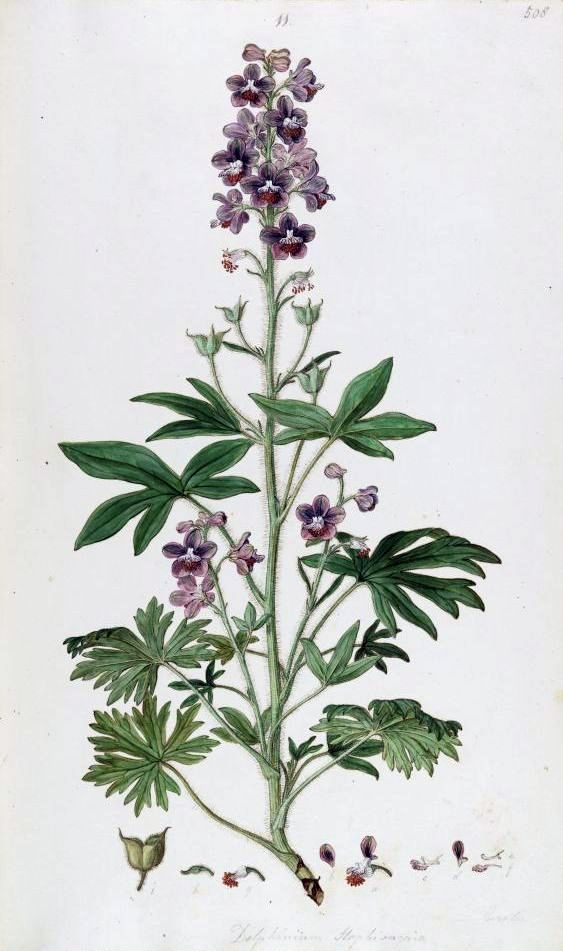
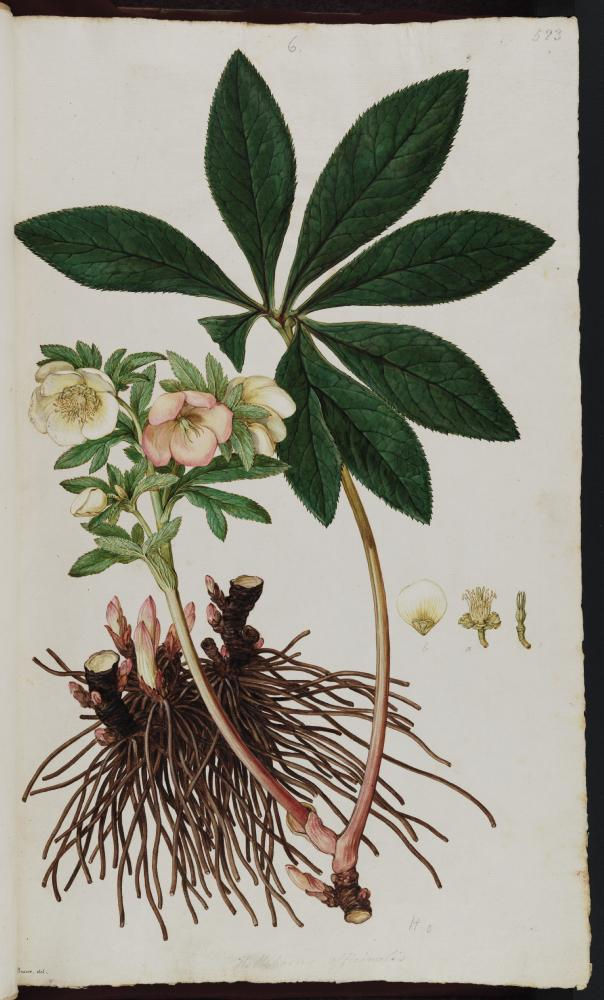
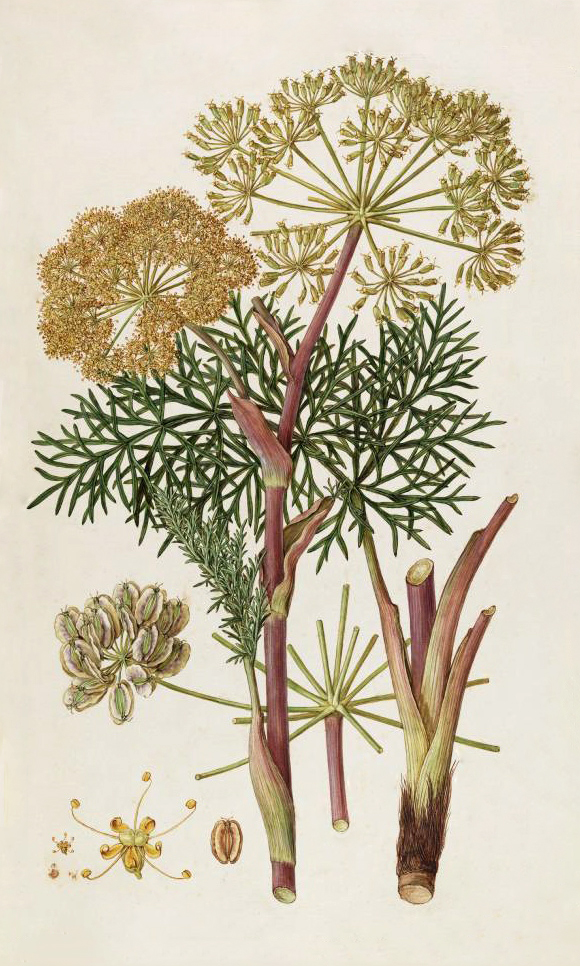
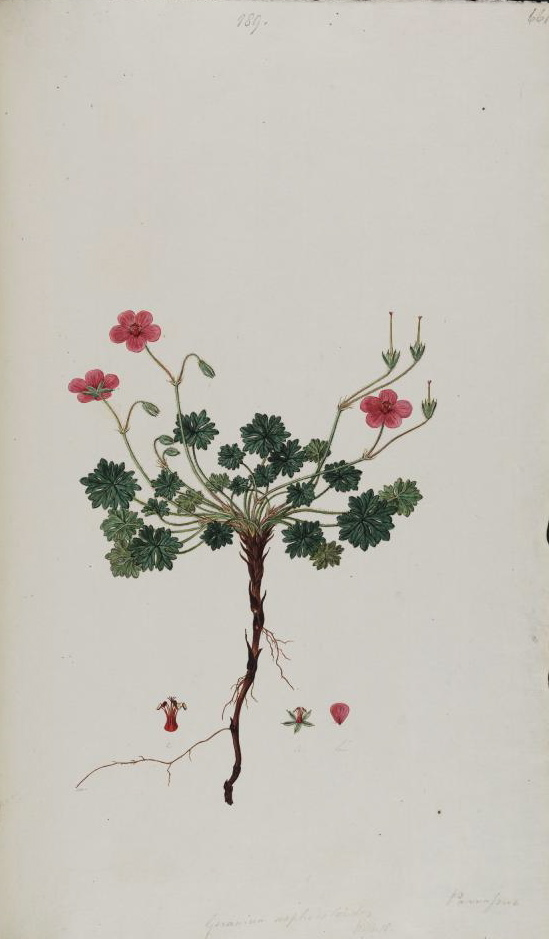